# Volker Bruch

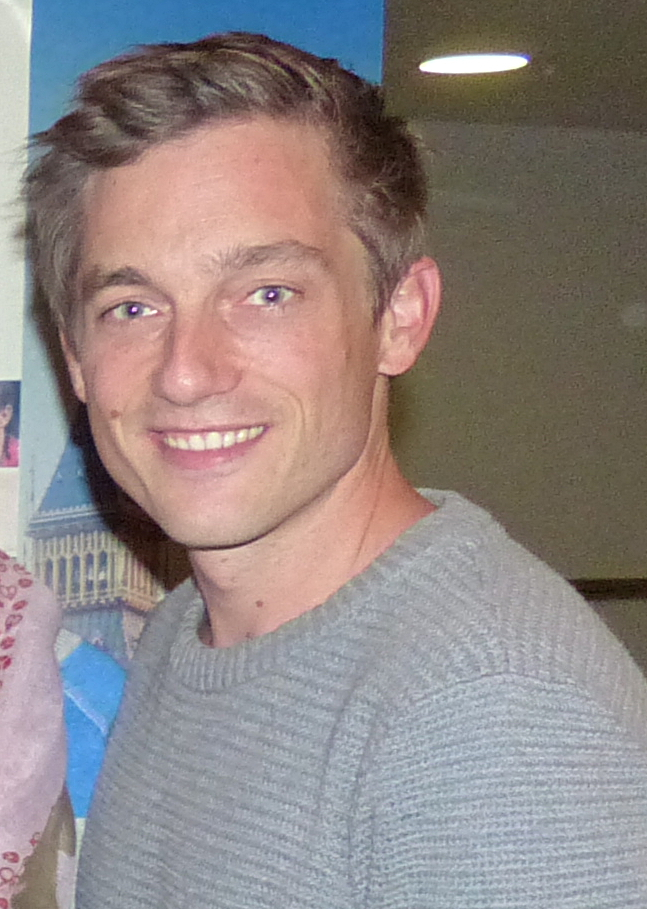
Volker Bruch (2014)

Volker Bruch (* 9. März 1980 in München) ist ein deutsch-österreichischer Schauspieler. Er wurde vor allem mit Fernsehserien wie Unsere Mütter, unsere Väter und Babylon Berlin bekannt.

## Leben und Karriere
Bruch wurde 1980 in München geboren. Sein Vater ist Deutscher, seine Mutter eine aus Linz stammende Österreicherin, weshalb er beide Staatsbürgerschaften besitzt. Er hat fünf Geschwister. 
Nach dem Abitur in seiner Heimatstadt München absolvierte er von 2001 bis 2004 den Magisterstudiengang der darstellenden Kunst am Max-Reinhardt-Seminar in Wien. Dort war er unter anderem im Kaukasischen Kreidekreis nach Bertolt Brecht sowie in der Inszenierung Liebe mich irgendwie! Nein, lieber doch nicht! zu sehen. 2002 erhielt er während seiner Ausbildung kleinere Rollen in der Krimiserie Kommissar Rex und in der Familienserie Vater wider Willen. Aus diesem Material stellte er ein Demoband zusammen und bewarb sich bei einer Wiener Schauspielagentur.
Den Wechsel in ein festes Theaterengagement nach Beendigung seines Studiums lehnte er ab, um sich ausschließlich auf die Film- und Fernsehbranche zu konzentrieren. Es folgten weitere kleinere Rollen. 2005 spielte Bruch an der Seite von Katja Riemann eine der Hauptrollen in Das wahre Leben, wofür er 2007 eine Nominierung für den Adolf-Grimme-Preis erhielt. Ebenfalls nominiert war er beim Deutschen Fernsehpreis 2007 für die beste Nebenrolle in Nichts ist vergessen und Rose.
An der Seite von Matthias Schweighöfer und Til Schweiger erreichte er 2008 seinen Durchbruch auf der Kinoleinwand in Der Rote Baron. Weitere Kinofilme wie Der Baader Meinhof Komplex, Der Vorleser und Hin und weg von Christian Zübert folgten. Im Film Die Macht des Bösen, der die Ereignisse des Attentats auf Reinhard Heydrich zeigt, verkörperte er 2017 den SS-Brigadeführer Walter Schellenberg.
In der Fernsehserie Babylon Berlin, die auf den historischen Kriminalromanen von Volker Kutscher basiert, spielt er die Hauptrolle des Kommissars Gereon Rath. Dafür erhielt er 2018 die Goldene Kamera als bester deutscher Schauspieler. 2019 hatte er einen Gastauftritt in der Comedysendung Jerks., in der er sich selbst spielte.
Bruch lebt in einem Dorf in Brandenburg und ist seit 2009 mit der Schauspielerin Miriam Stein liiert, die später ebenfalls in Unsere Mütter, unsere Väter mitwirkte. Im März 2017 wurde bekannt, dass die beiden kurze Zeit zuvor ein Kind bekommen haben.

## Engagement
Das Berliner Stadtmagazin tip erstellte 2020 eine 25 Personen umfassende Liste mit dem Titel Die besten Berliner des Jahres 2020: Wer uns komplett überzeugte. Auf Platz acht war Volker Bruch, zu dem es in der Begründung hieß: „Bruch sammelt gemeinsam mit seinem Kollegen Trystan Pütter zum zweiten Mal mit der Initiative „Los für Lesbos“ Spenden für Geflüchtete, in der ersten Runde waren im Herbst 570.000 Euro zusammengekommen. Denn während alles von Corona spricht, spielt sich an den Außengrenzen Europas noch eine ganz andere dramatische Krise ab. Tag für Tag für Tag.“

## Kontroversen
Im April 2021 gehörte Bruch zu den Initiatoren
der Protestaktion #allesdichtmachen, die unter der Mitwirkung von rund 50 weiteren Schauspielern die Corona-Maßnahmen der Bundesregierung ironisch-satirisch kommentierte. Im September 2021 organisierte er zusammen mit der Regisseurin Jeana Paraschiva die Initiative „#allesaufdentisch“, um „kaum gehörten Positionen zur Corona-Politik Gehör zu verschaffen“. 2021 wählte ihn das Magazin tip wegen seiner öffentlich vertretenen Positionen zur Pandemie auf Platz eins der Liste Die 100 peinlichsten Berliner 2021.

## Filmografie

### Kino
- 2003: Raus ins Leben
- 2005: Rose
- 2006: Das wahre Leben
- 2007: Beste Zeit
- 2008: Female Agents – Geheimkommando Phoenix (Les femmes de l’ombre)
- 2008: Beste Gegend
- 2008: Der Rote Baron
- 2008: Der Baader Meinhof Komplex
- 2008: Der Vorleser
- 2008: Little Paris
- 2009: Tannöd
- 2010: Nanga Parbat
- 2010: Goethe!
- 2011: Westwind
- 2012: Confession (Confession d’un enfant du siècle)
- 2014: Beste Chance
- 2014: Hin und weg
- 2015: Fack ju Göhte 2
- 2015: Outside the Box
- 2018: Verschwörung
- 2019: Rocca verändert die Welt
- 2022: Der Pfad
- 2024: Race to Glory: Audi vs Lancia
- 2025: Das Licht

### Fernsehen
- 2002: Vater wider Willen (Fernsehserie, Folge Große Kinder – Kleine Kinder)
- 2003: SK Kölsch (Fernsehserie, Folge CSD)
- 2004: SOKO Kitzbühel (Fernsehserie, Folge Tödliches Dreieck)
- 2004: Kommissar Rex (Fernsehserie, Folge Nina um Mitternacht)
- 2004: Baal
- 2004: Die Verbrechen des Professor Capellari – Ein Toter kehrt zurück (Fernsehreihe)
- 2004: Tatort: Tod unter der Orgel (Fernsehreihe)
- 2005: SOKO Leipzig (Fernsehserie, Folge Die Polizistin)
- 2005: Unter weißen Segeln – Abschiedsvorstellung (Fernsehreihe)
- 2005: Hengstparade
- 2005: Tatort: Leiden wie ein Tier
- 2006: Der Untergang der Pamir
- 2006: Die Unbeugsamen
- 2007: Der Staatsanwalt (Fernsehserie, Folge Glückskinder)
- 2007: Ein starkes Team: Stumme Wut (Fernsehreihe)
- 2007: Nichts ist vergessen
- 2008: Machen wir’s auf Finnisch
- 2008: Einer bleibt sitzen
- 2008: Tatort: Unbestechlich
- 2011: Treasure Guards – Das Vermächtnis des Salomon (Treasure Guards)
- 2013: Unsere Mütter, unsere Väter (Fernsehdreiteiler)
- 2013: München Mord: Wir sind die Neuen (Fernsehreihe)
- 2013: Tatort: Der Eskimo
- 2014: Die Pilgerin (Fernsehzweiteiler)
- 2015: Das goldene Ufer
- 2016: Ein Teil von uns
- seit 2017: Babylon Berlin (Fernsehserie)
- 2019: Jerks. (Fernsehserie, Folge Volker)

## Hörspiele
- 2012: Emily Brontë: Sturmhöhe (als Edgar) – Bearbeitung und Regie: Kai Grehn (Hörspiel (2 Teile) – NDR/SWR) Der Höverlag, ISBN 978-3-86717-931-7
- 2013: E. M. Cioran: Vom Nachteil, geboren zu sein – Regie: Kai Grehn (Hörspiel – SWR)
- 2014: Walt Whitman: Children of Adam – Übersetzung und Regie: Kai Grehn (Klangkunst – RB/DKultur/SWR)
- 2023: Kai Grehn: Die Causa Jeanne d'Arc  – Regie: Kai Grehn (Hörspiel – SWR/ RBB)